# Sequeira (Uruguay)
Sequeira ist eine Ortschaft im Norden Uruguays.

## Geographie
Sie liegt im südlichen Teil des Departamento Artigas in dessen 6. Sektor nahe der Grenze zum Nachbardepartamento Salto. Einige Kilometer südwestlich befindet sich Pueblo Lavalleja. Am östlichen Ortsrand fließt der Arroyo Sequeira. Im Westen führt der Zajna de los Talas vorbei.

## Infrastruktur

### Bildung
Sequeira verfügt mit dem 1992 gegründeten Centro Educativo Integrado - Sequeira über eine weiterführende Schule (Liceo).

### Verkehr
Durch den Ort führt die Ruta 4, die hier ihren Kilometerpunkt 125 hat.

## Einwohner
Sequeira hat 1.149 Einwohner, davon 615 Männer und 534 Frauen (Stand: 2011).
| Jahr | Einwohner |
| ---- | --------- |
| 1963 | 887       |
| 1975 | 802       |
| 1985 | 650       |
| 1996 | 877       |
| 2004 | 970       |
| 2011 | 1.149     |

Quelle: Instituto Nacional de Estadística de Uruguay